# Alekséi Yúrievich Guerman
Alekséi Yúrievich Guerman (20 de julio de 1938 – 21 de febrero de 2013) fue un director de cine y guionista ruso.

## Biografía
Guerman nació in Leningrado (ahora San Petersburgo) en 1938; su padre fue el escritor Yuri Guerman. Fue alumno de Grigori Kózintsev hasta 1960, año el que empezó a hacer teatro hasta que se unió al estudio Lenfilm como asistente de director. Hizo su debut en la dirección con El séptimo satélite, codirigida con Grigori Arónov en 1967.
Durante su carrera, muchos de sus proyectos se encontraron con problemas de producción de diversa índole. En 50 años, tan solo consiguió finalizar 6 películas, siendo su última película Qué difícil es ser un dios, que se estrenó en el Festival de Cine de Roma de 2013. El 13 de noviembre, Alekséi Guerman fue condecorado (póstumamente) con el Premio a la carrera que fue recogido por sus familiares.
Con Control en los caminos (1971), su segunda película, consiguió un gran reconocimiento internacional. Inicialmente sería prohibida y no sería estrenada hasta 1986 (durante la era de Gorbachov), 15 años tras su realización. Aun así, los nombres de todos los miembros de la película que emigraron a los Estados Unidos - el director de fotografía Yasha Sklansky (o Yákov Sklyansky), el asistente de dirección Leo Zisman (o Leonid Zisman) y el jefe de producción y asistente de dirección Leon Weinstein (o Leonid A. Weinstein) - fueron eliminados de los créditos. Pasaría los mismo con Natalia Toréieva, diseñadora de vestuario en Veinte días sin guerra.
En Festival Internacional de Cine de Róterdam (Países Bajos) de 1987, Alekséi Guerman, como director, recibió un premio KNF por las tres películas que dirigió en solitario: Control en los caminos, Veinte días sin guerra y Mi amigo Iván Lapshín.
Alekséi Guerman falleció el 21 de febrero de 2013 en San Petersburgo (Rusia).
Guerman estaba casado con la guionista Svetlana Karmalita y tenían un hijo, el también cineasta Alekséi Alekséivich Guerman (Alekséi Guerman Jr.) quien obtuvo el León de Plata a la mejor dirección de 2008 por su película Soldado de papel.

## Estilo
La mayoría de películas de Alekséi Guerman se ambientan durante la etapa de Iósif Stalin y la Segunda Guerra Mundial, y muestran un periodo histórico en estado crítico. Sus películas están filmadas mayormente en blanco y negro o mediante el uso de un color muy apagado. Sus películas están protagonizadas por personajes que no podían ser categorizados ni como héroes ni como villanos y por contratar actores encasillados en un tipo de personajes para que interpretasen otro radicalmente distinto.
Mención aparte merece Qué difícil es ser un dios (Trudno byt bógom, 2013), basada en la novela de los hermanos Strugatski, cuyo rodaje se extendió desde comienzos del siglo XXI y no se estrenó hasta después de la muerte de Guerman. En esta obra póstuma la puesta en escena se caracteriza por el barroquismo extremo, la estética repulsiva y la impactante complejidad técnica, con largos planos secuencia saturados de detalles sensoriales.

## Filmografía

### Como director
- 1967 – Sedmói spútnik (El séptimo satélite)
- 1971 – Proverka na dorógaj (Control en los caminos)
- 1976 – Dvádtsat dney bez voyný (Veinte días sin guerra)
- 1984 – Moy drug Iván Lapshín (Mi amigo Iván Lapshín)
- 1998 – Jrustaliov, mashinu! (¡Jrustaliov, mi coche!)
- 2013 – Trudno byt bógom (Qué difícil es ser un dios)